# Deane Williams
Deane Alexander Williams (Bath, 23 de septiembre de 1996) es un baloncestista inglés que pertenece a la plantilla del MHP Riesen Ludwigsburg de la Basketball Bundesliga. Con 2,03 metros de estatura, juega en la posición de alero. 

## Trayectoria deportiva
Williams es un alero formado en Augusta State Jaguars en Augusta, Georgia de la que formó parte durante cuatro temporadas desde 2015 a 2019.
Tras no ser drafteado en 2019, firma por el Keflavík de la Úrvalsdeild karla. Durante su primera temporada, promedió 15,6 puntos y 9,9 rebotes antes de que se cancelaran el último partido de la temporada regular y los playoffs debido a la pandemia de coronavirus de 2020 en Islandia. 
En abril de 2020, volvió a firmar con Keflavík, siendo nombrado mejor jugador extranjero del año en la Úrvalsdeild karla.
El 20 de julio de 2021, Williams firmó con el Saint-Quentin de la LNB Pro B.
El 28 de junio de 2022, firma por el Telekom Baskets Bonn de la Basketball Bundesliga.